# Ла Кјуза (Ливорно)
Ла Кјуза је насеље у Италији у округу Ливорно, региону Тоскана.
Према процени из 2011. у насељу је живело 82 становника. Насеље се налази на надморској висини од 13 м.